# Chapter VI
Albums de Candlemass
Tales of Creation
(1989) Dactylis Glomerata
(1998)
Chapter VI est le cinquième album studio du groupe de Doom metal suédois Candlemass. L'album est sorti le 25 mai 1992 sous le label Music For Nations.
C'est le premier et unique album de Candlemass enregistré avec le vocaliste Thomas Vikström au sein de la formation. C'est aussi le dernier album enregistré avec les guitaristes Mats Björkman et Lars Johansson jusqu'à l'album éponyme.

## Musiciens
- Thomas Vikström - chant
- Mats Björkman - guitare
- Lars Johansson - guitare
- Leif Edling - basse
- Jan Lindh - batterie

## Liste des morceaux
1. The Dying Illusion – 5:52
2. Julie Laughs No More – 4:23
3. Where the Runes Still Speak – 8:42
4. The Ebony Throne – 4:25
5. Temple of the Dead – 7:11
6. Aftermath – 5:37
7. Black Eyes – 5:53
8. The End of Pain – 4:23